# Combination

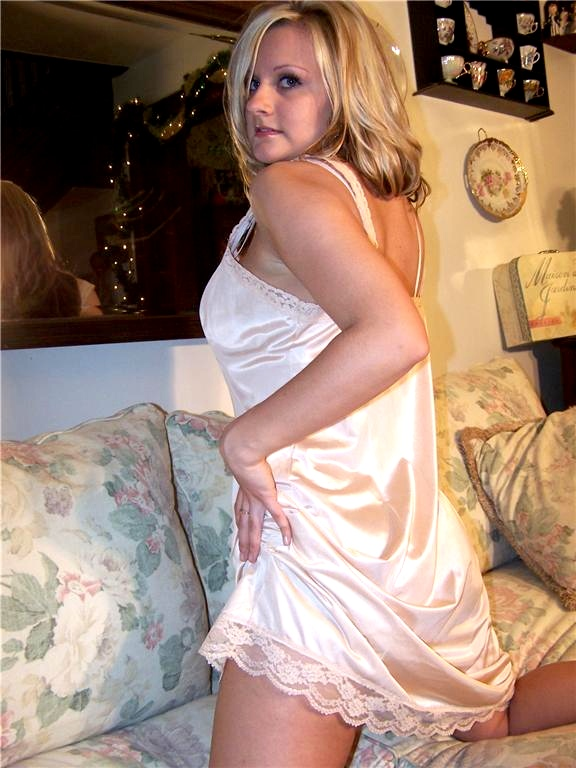
Modern combination.

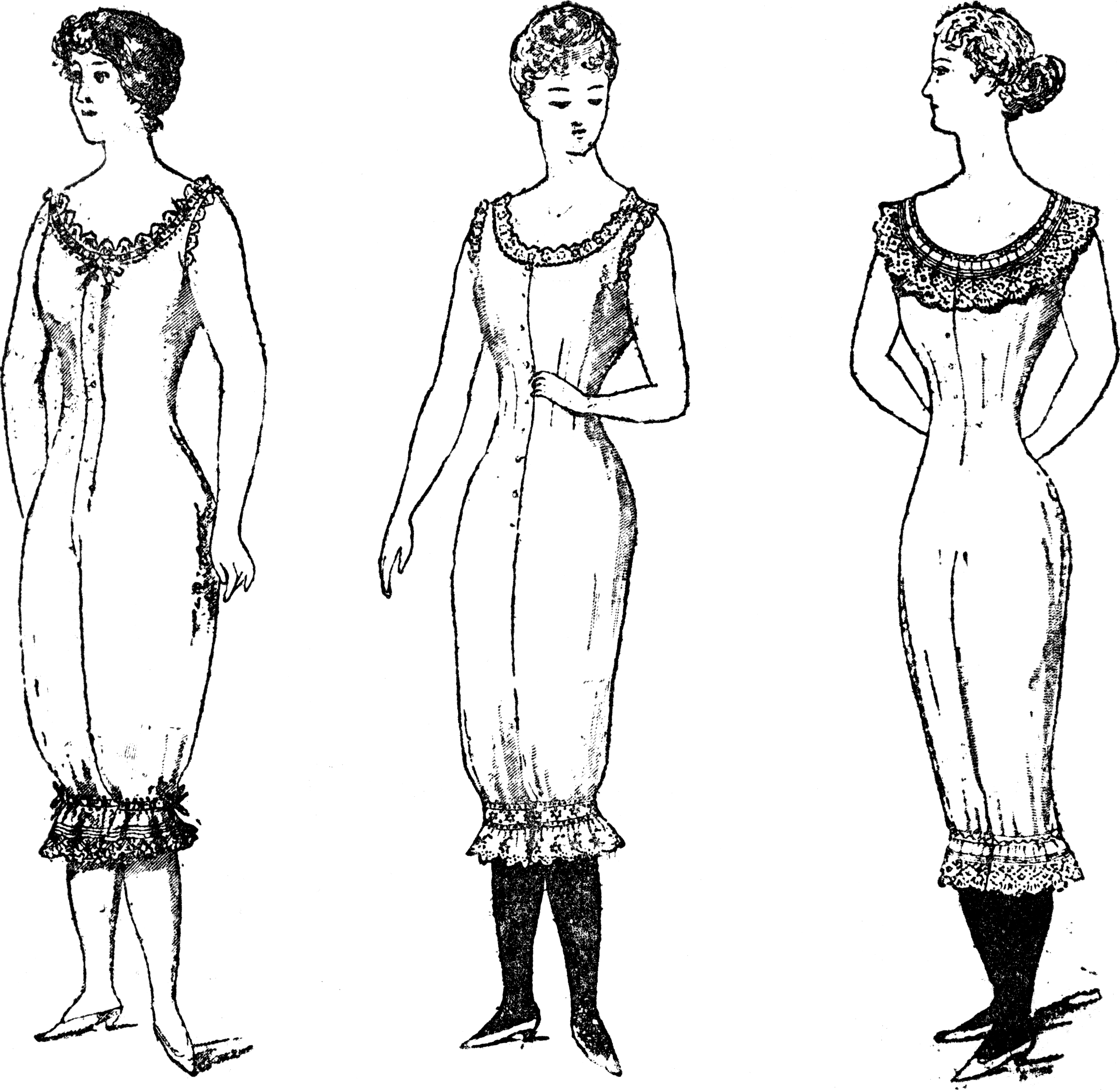
Olika typer av combination (cirka 1900).

Combination är ett tunt underplagg för kvinnor som består av linne och benkläder, till exempel kjol, i ett stycke. Uttrycket används även om liknande underplagg sammansatt av andra delar. Idag avses ofta BH-liv/linne och trosor.